# Пулай

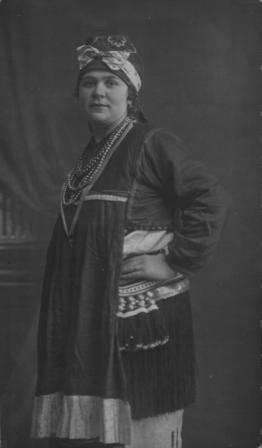
Бородулина Лида в эрзянском костюме. Саранск, 1917. На бёдрах повязан пулай.

Пулай — элемент эрзянского народного женского костюма, который носили на поясе.

## Описание
Традиционный народный костюм, который сохранился во многих сёлах Мордовии и традиционного проживания эрзян за пределами республики. В настоящее время надевается по случаю праздников и важных событий. Сохранившиеся по сей день костюмы передаются от матери дочерям.
Женский костюм обычно изготавливался из белой ткани и состоял из длинной белой рубашки, подобранной поясом, называемым пулай. Юбку дополнял красный или голубой фартук с воротником вроде кафтана без рукавов. Костюм обычно был украшен вышивкой с использованием ракушек. Пулай при этом был неотъемлемой частью эрзянской девушки. Девушка начинала носить его в подростковом возрасте и носила до преклонных лет.
Пулай — это тканный пояс-валик, выполненный из конского волоса и шерсти, который может весить от трёх до пяти килограмм. Пулай носили на бёдрах поверх рубашки. Различают пулаи двух видов: без валика (пулокаркс, цёкокаркс) и с валиком (пулагай, пулай, пулакш). В его основе — прямоугольный кусок картона или войлока длиной 20-30 см. Лицевую сторону украшали вышивкой, плоскими пуговицами, раковинами, позументом, бахромой из медных цепочек и цветного бисера. Чтобы нити не путались пулай вымачивался в специальном растворе.
Взрослая женщина не могла появиться на людях без пулая, что было равносильно появлению без одежды. Женщины не снимали его даже летом во время работы в поле. Пулай имел сакральное магическое значение и выполнял защитные функции оберега: дурной глаз запутывался в чёрных тугих нитках и не мог сделать женщину бесплодной.
Дополнительно служил и для утепления, уберегая женщину от простуды и переохлаждения почек. Тяжёлый пулай делал тело женщины более сильным, а бедра и икры более округлыми.
На Всемирной выставке в Париже, женский эрзянский костюм, привезенный М. Е. Евсевьевым, был удостоен золотой медали.
В женском погребальном костюме пулай отсутствовал.

## Галерея

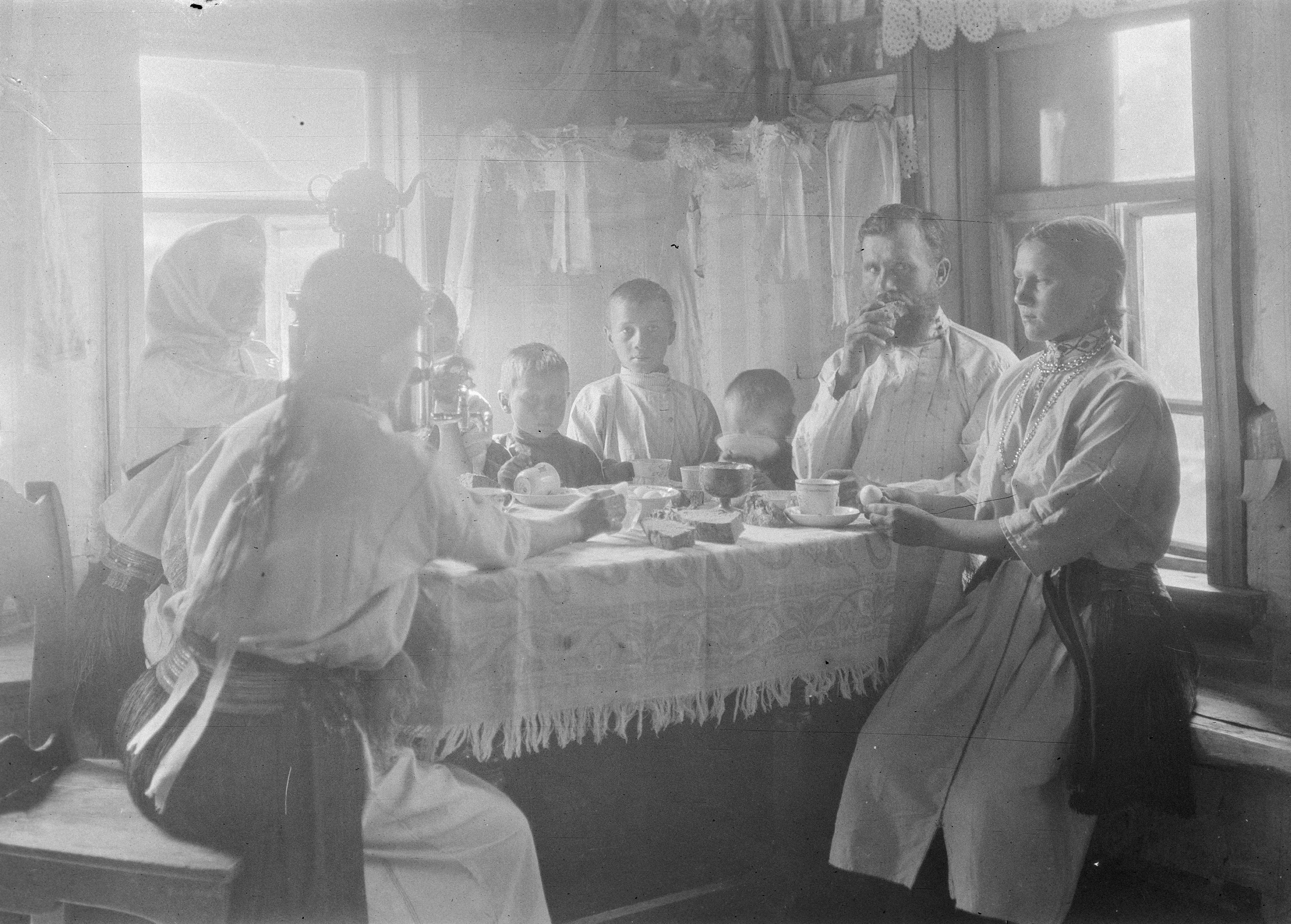
SUK119 53
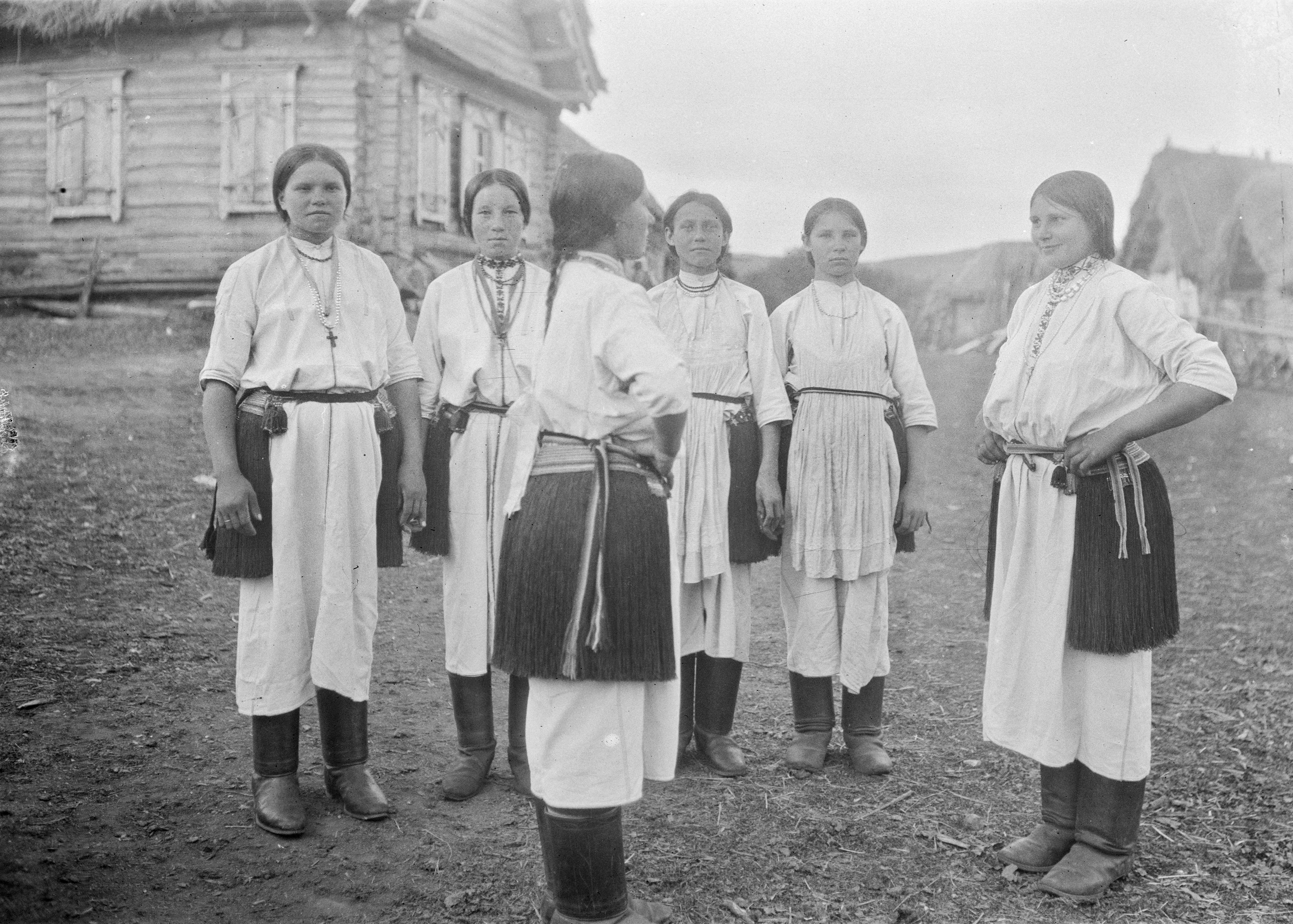
SUK119 55
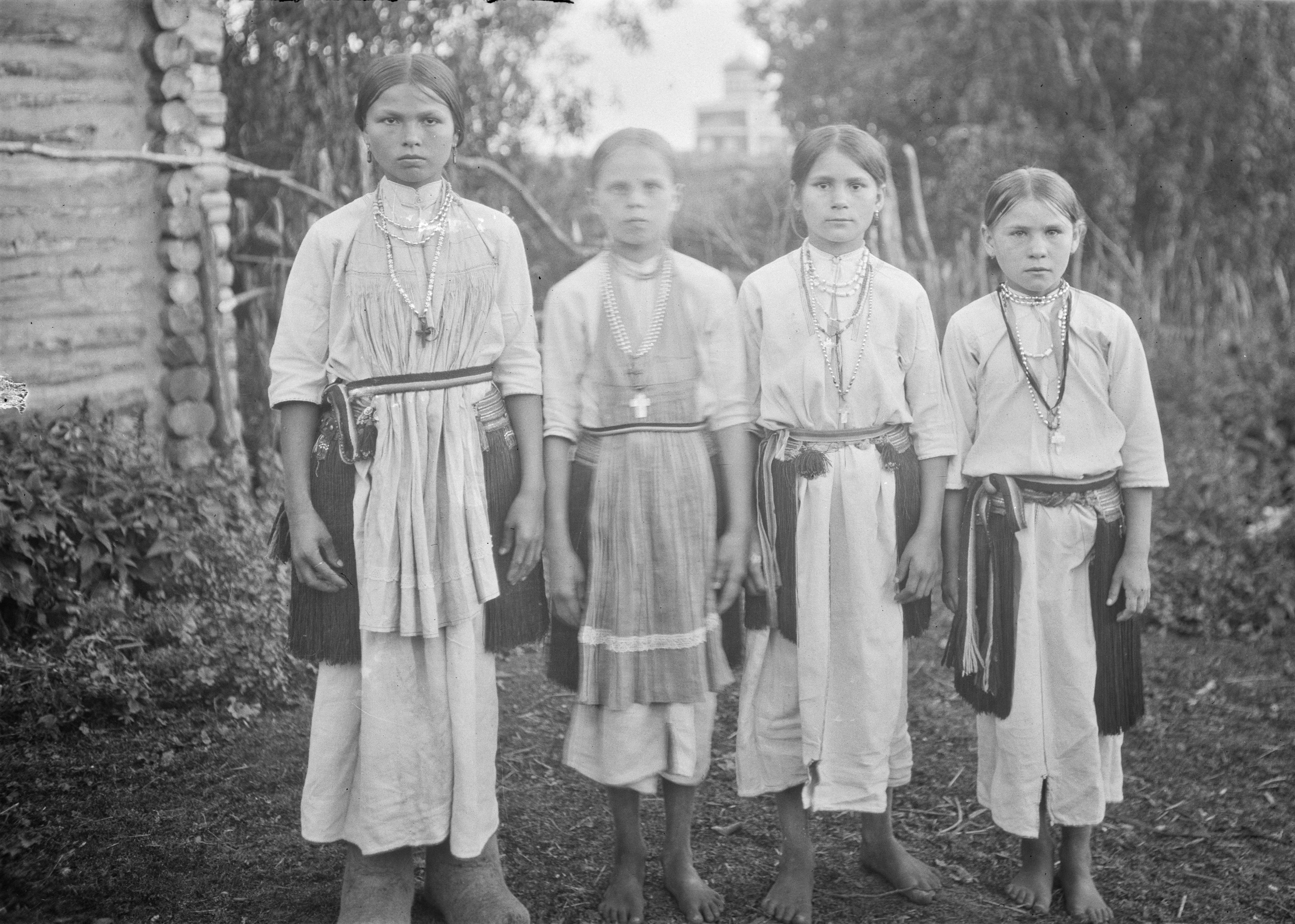
SUK119 54
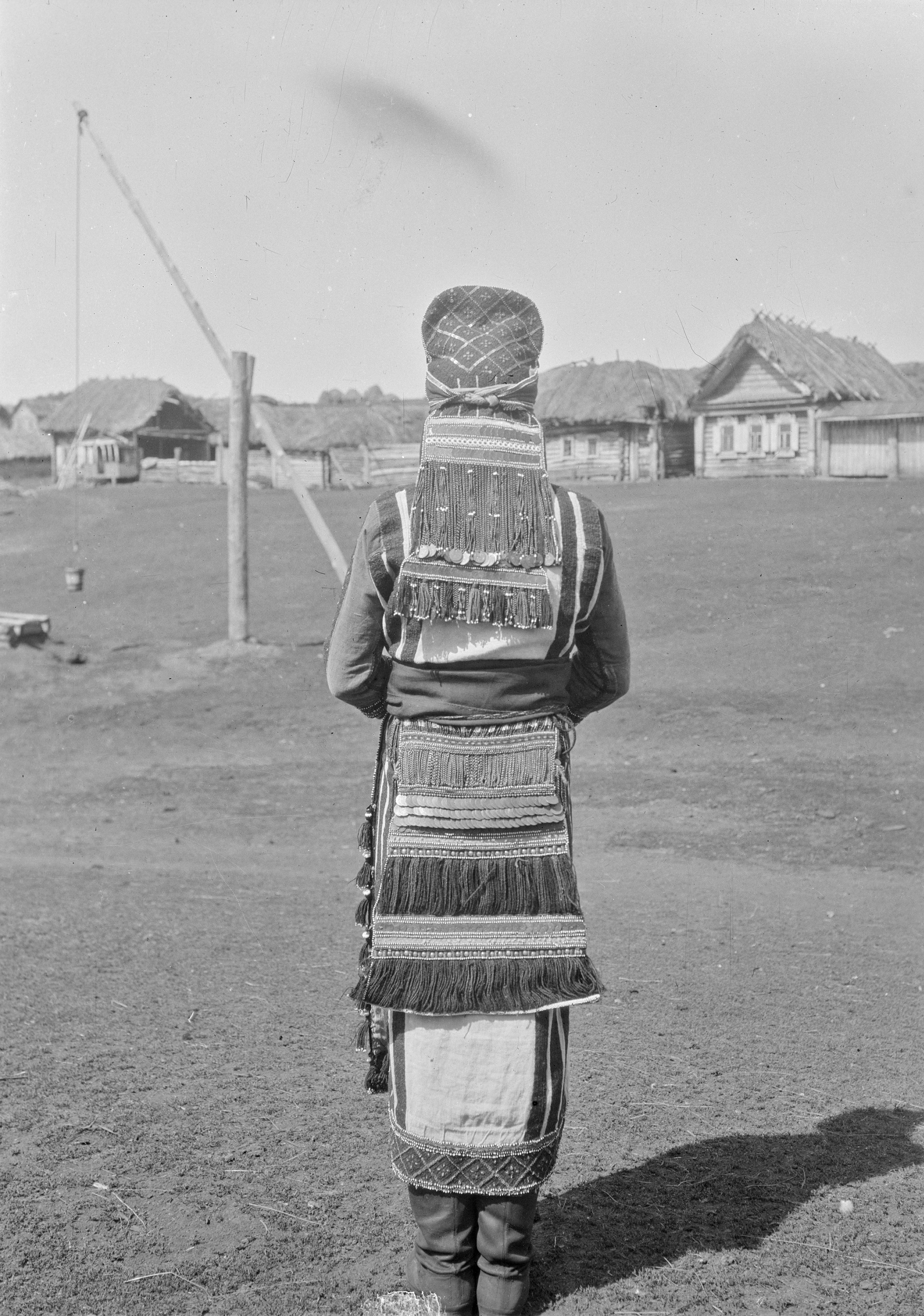
SUK119 67
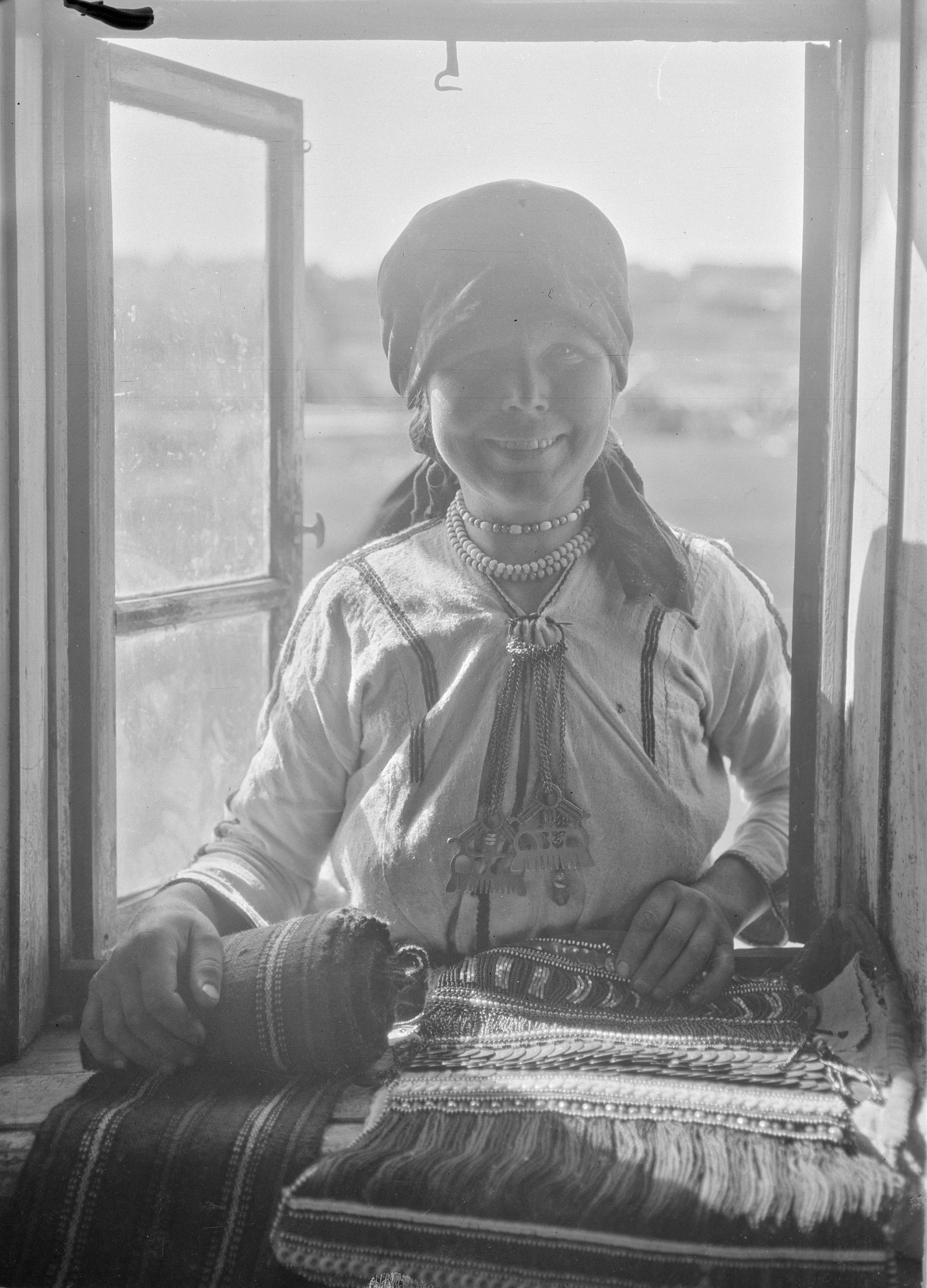
SUK119 73
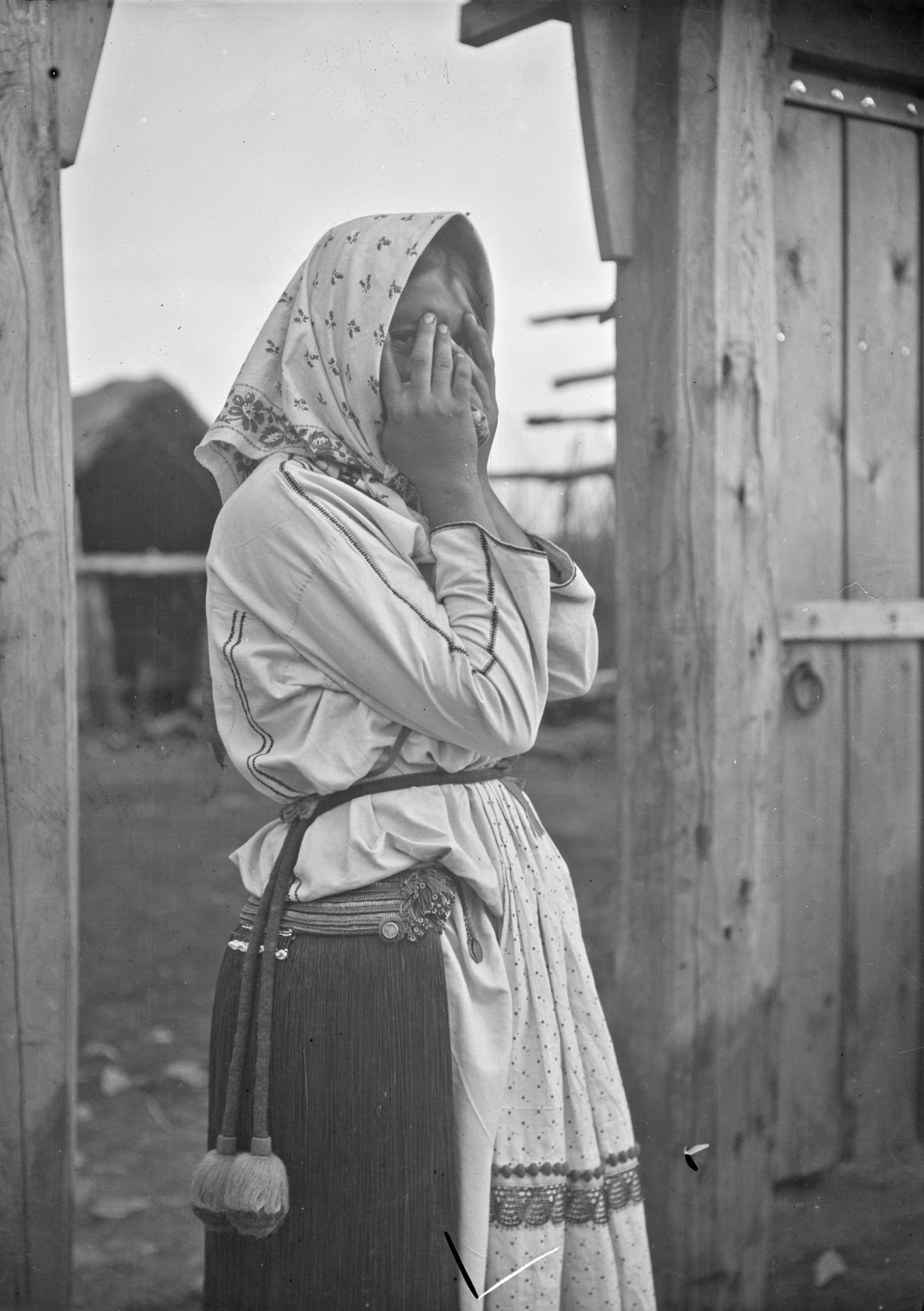
SUK119 8
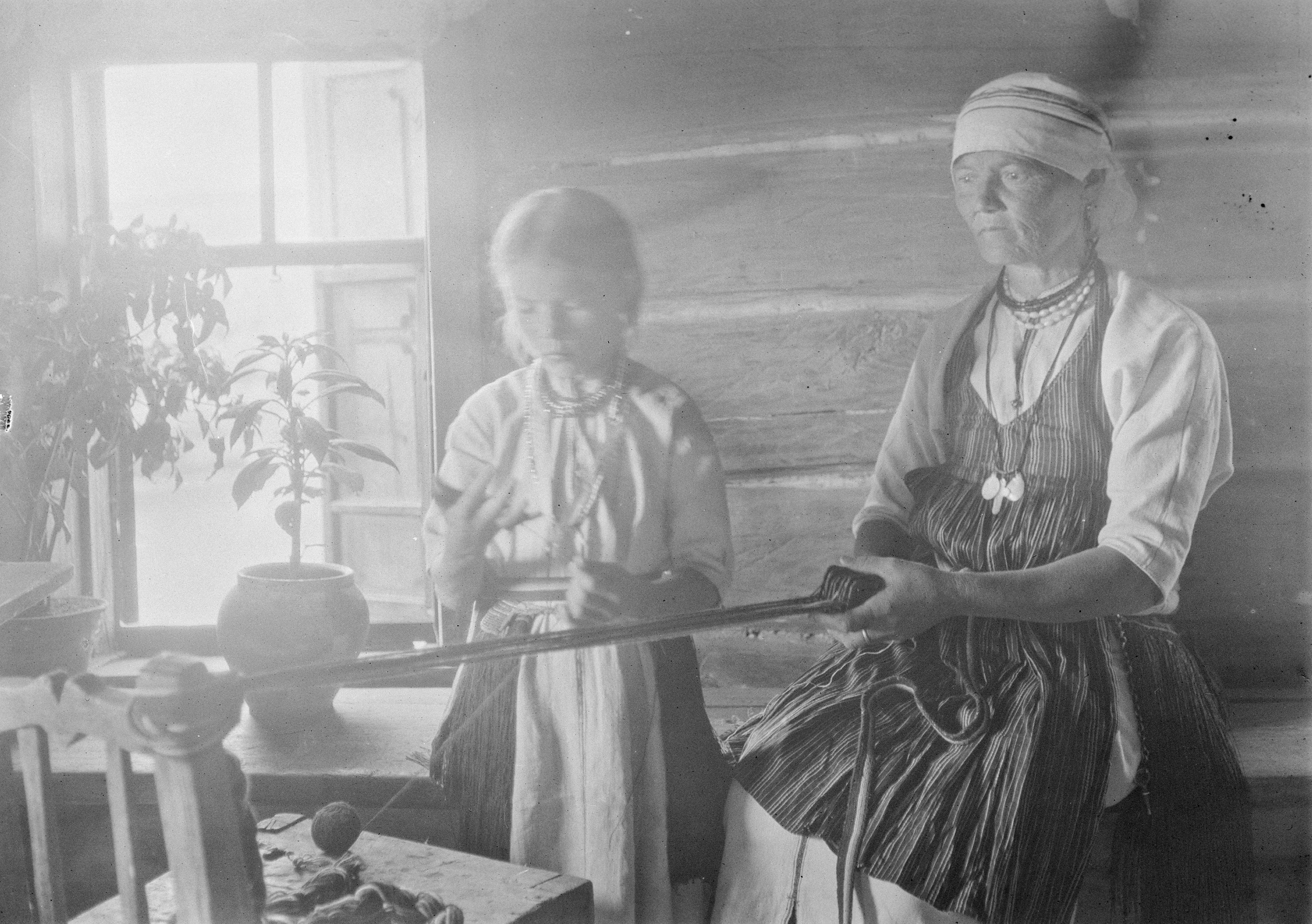
SUK119 59
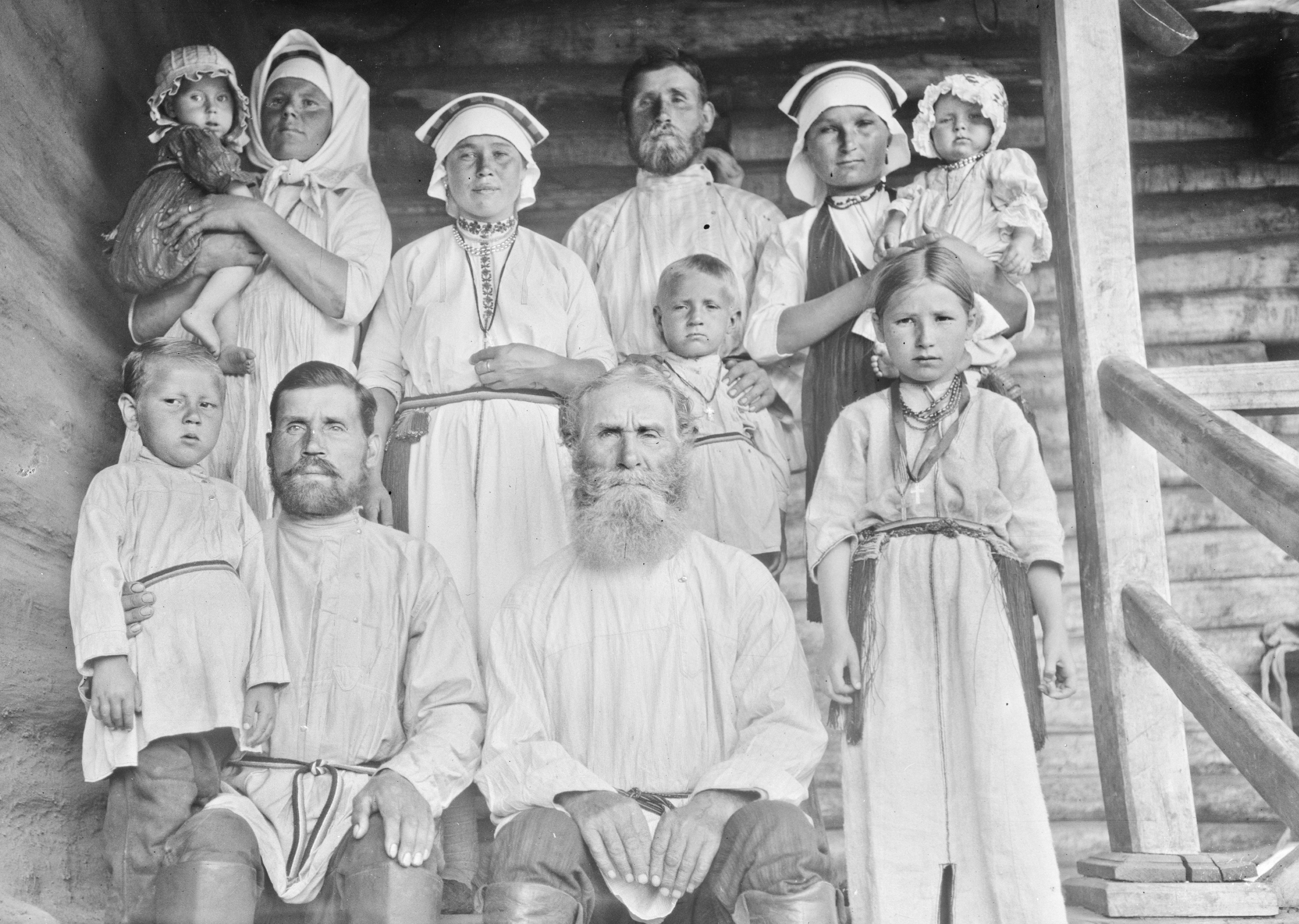
SUK119 52
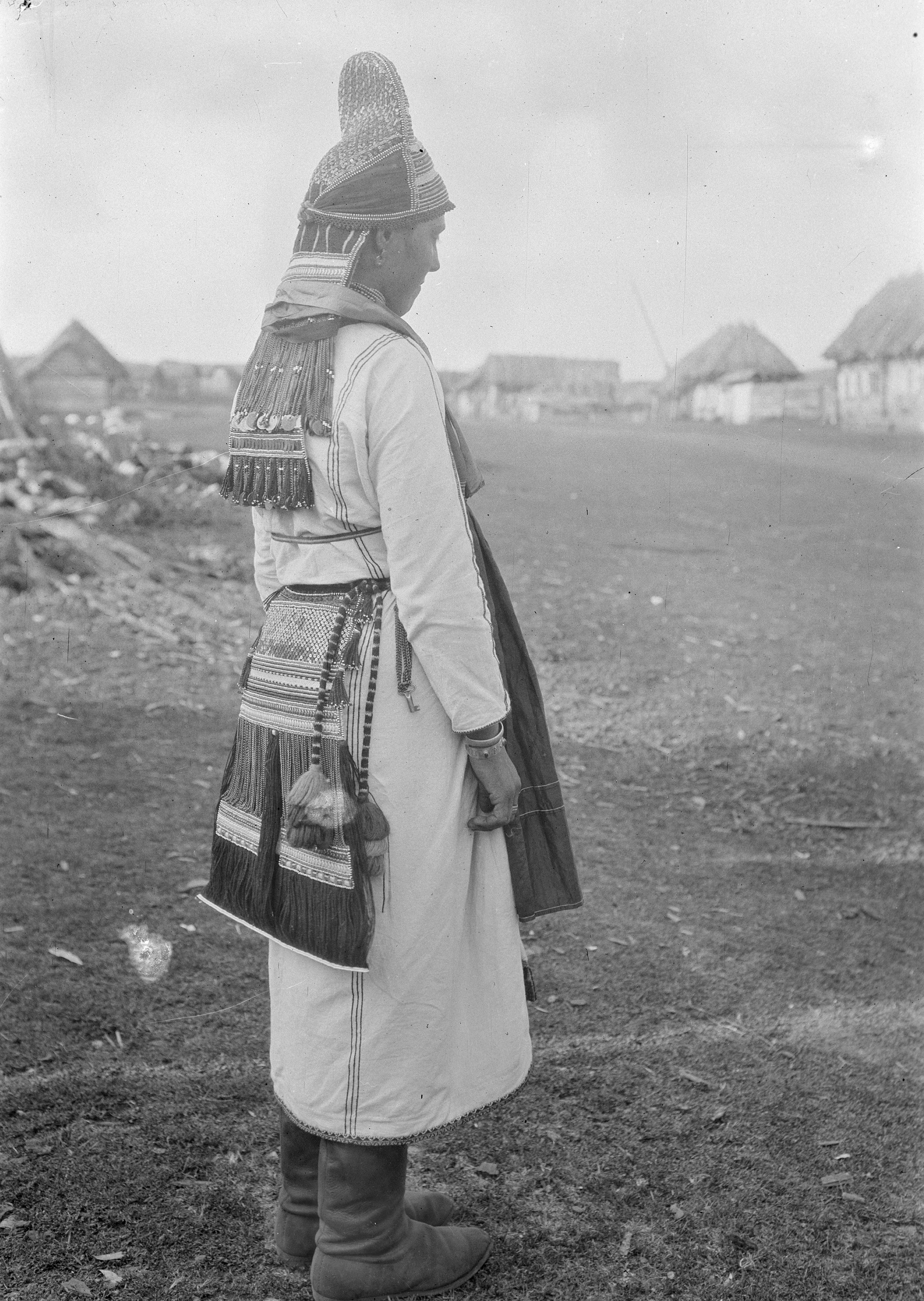
SUK119
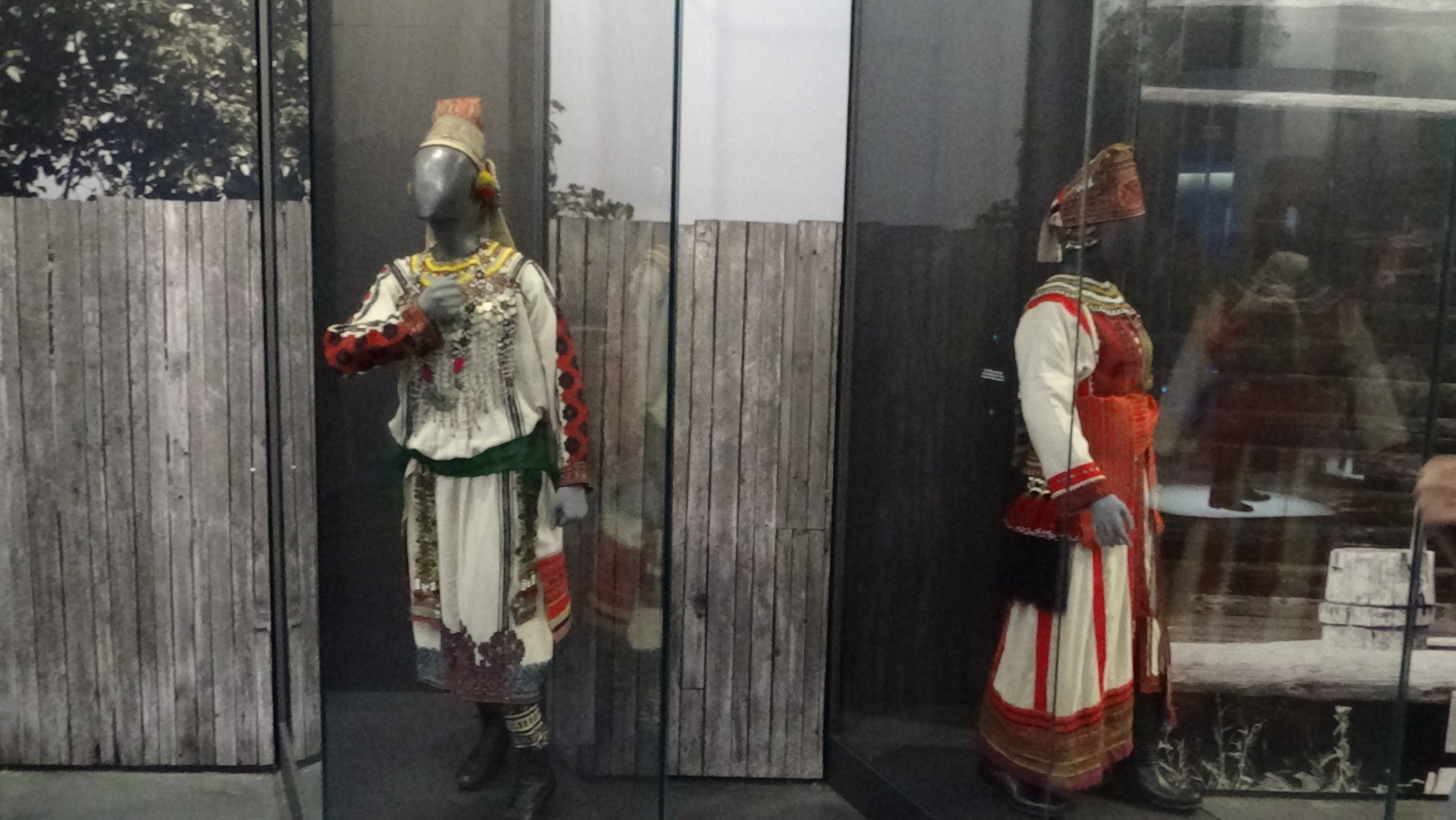
Eesti rahva muuseum DSC05262
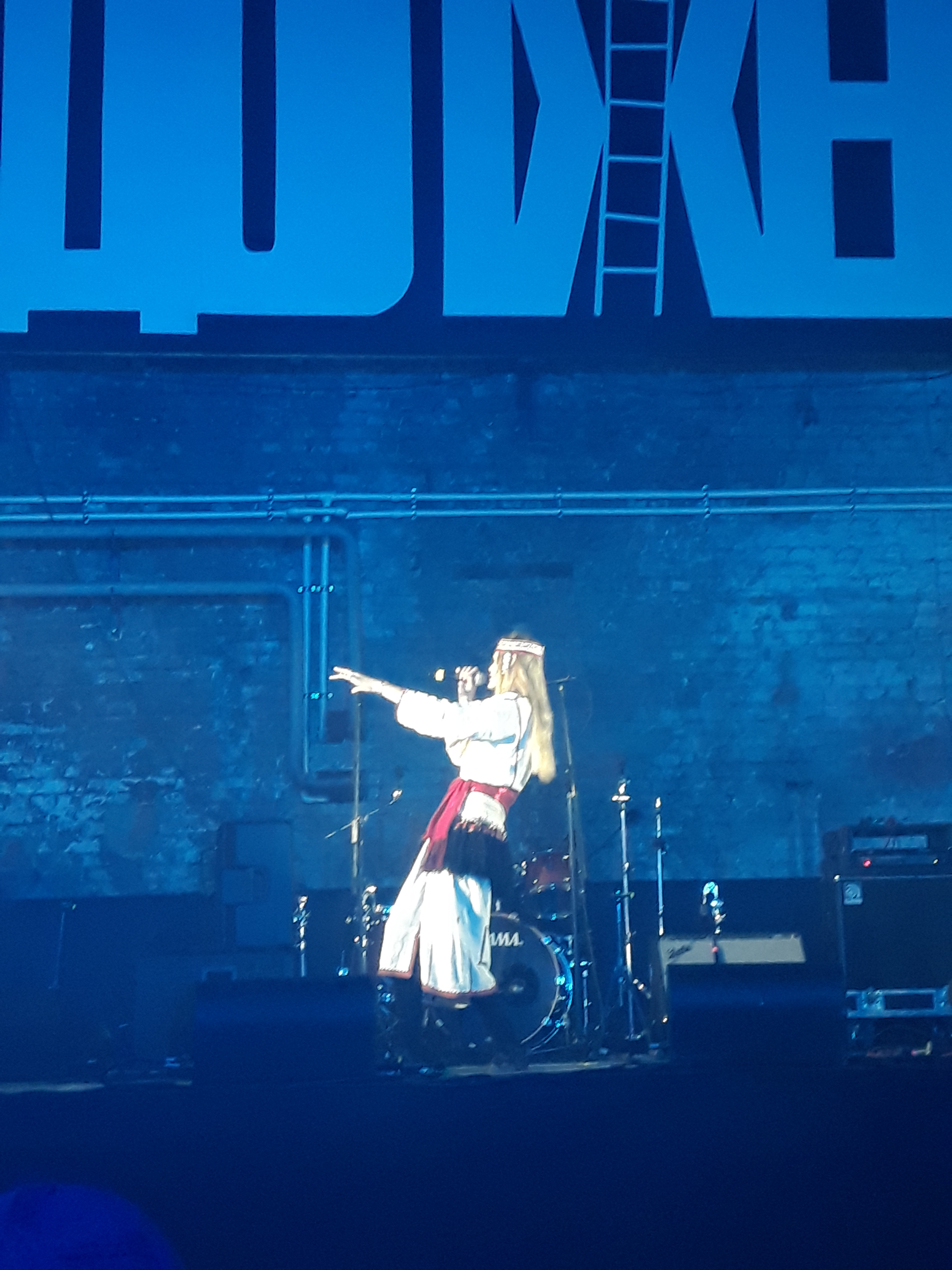
Фестиваль "Стереотипы будущего" 2019. Ежевика Спиркина - солистка группы Oyme